# 大森良一
大森 良一（おおもり りょういち、1984年7月12日 - ）は、日本の俳優、である。
愛媛県出身。
ダンス演劇ユニット「BIZARRE」メンバー。
芸能プロダクションでダンスのインストラクターとして勤めていたのをきっかけに自らも芸能界デビュー。
2014年よりソークエンターテイメントを立ち上げ代表を務める。
同時に芸名「大森亮」から本名「大森良一」に変更している。
2015年よりYAN-COMPANYを立ち上げ、映画のプロデュースも手掛ける。

## 出演

### テレビドラマ
- 臨死!!江古田ちゃん若サラリーマン役（2011年、日本テレビ）
- クリスタル伊藤役（2011年、チバテレビ）
- 戦国★男士岩城常隆役(2011年、tvk他）
- ストロベリーナイトＳＰ(2013年）

### バラエティ
- ストリートファイターズ（2004年、テレビ朝日）
- 行列のできる法律相談所（2009年、日本テレビ）
- ノンストップ! 密着取材（いい男祭り）(2012年、フジテレビ）
- ザ!世界仰天ニュース（2012年、日本テレビ）

### 映画
- カイジ2～人生奪回ゲーム～ 黒服役（2011年）
- HEATBEAT～ハートビート　岩田役（2012年）

### Vシネマ
- 九州・激動の1520日－新・誠への道－（2009年）
- 殺人動画デスチューブ Part1（2010年）
- ゾンビくノ一　一馬役　（2013年）

### 舞台
- ミュージカル テニスの王子様 - アンダーキャスト
  - Absolute king 立海 feat. 六角 〜 Second Service （2007年8月）
  - Dream Live 5th （2008年5月）
  - The Final Match 立海 First feat. 四天宝寺 （2009年8月）
- 演劇ユニット・BIZARRE 公演
  - vol.2「ZIPANGパイレーツ」哲平役（作・演出：菅野臣太朗、2010年4月）
  - vol.3「保育士の乱」（作・演出：鄭光誠、2010年8月）
  - vol.4「ベンチウォーマーズ」洗足役（作・演出：三浦香、2011年4月）
- 「オアシスと砂漠」（2009年1月）
- *pnish* vol.11「マハラジャモード」（2009年10月）
- 「美しいこと」（2010年6月）
- ルドビコ+vol.1「舞台版 花咲ける青少年」チェイワイ役（2010年9月）
- ルドビコ+vol.2「舞台版 花咲ける青少年」イオエ役（2011年2月）
- 「東京俳優市場」（さよならの2月）主演　(2010年11月）
- 「ジパングパイレーツ」桜坂役（作・演出：菅野臣太朗、2011年12月）
- 早乙女太一新春特別公演　関西ツアー　龍吉役（2012年、1月）
- 「ＣＯＭＩＣ☆ＡＣＴＯＲＳ」（アンドロイドのいる法律事務所）主演　小倉大輔役

### ダンサー
- マイケルジャクソン誕生祭　jackson`s.finest.2012 ダンサー出演
- NEXT MOVENENT 2012 (LUVandSOUL)バックダンサー

### ＷＥＢ
- 楽しんご＆平岡佑太のラブラブ温泉湯けむりレポート（2011年）
- おっ!とおどろく放送局(2011年）

### ＰＶ
- Ｈｅｊｉｎ「あなたとだから」

### 雑誌
- an・an（2010年）
- 東京夜デート （2010年）